# Dương Quốc Xuân
Dương Quốc Xuân (sinh 1955) là một chính khách Việt Nam, đương kim Phó trưởng ban Chỉ đạo Tây Nam Bộ.

## Thân thế sự nghiệp
Ông còn có tên là Dương Thế Hùng sinh ngày 2 tháng 9 năm 1955, quê quán tại xã Mỹ Lạc, huyện Thủ Thừa, tỉnh Long An.
Dân tộc: Kinh. Trình độ văn hóa: 12/12; Trình độ chuyên môn: Sư phạm cấp II; Lý luận chính trị: Cao cấp. Gia nhập Đảng Cộng sản Việt Nam ngày 30 tháng 10 năm 1975, chính thức ngày 30 tháng 10 năm 1976. Hiện nay là Phó Bí thư Tỉnh ủy, Chủ tịch ủy ban nhân dân tỉnh Long An.
Theo kết quả bầu cử HĐND tỉnh Long An nhiệm kỳ 2011 – 2016, Ông Dương Thế Hùng đã không trúng cử đại biểu HĐND cấp tỉnh.